# 2643 Bernhard
2643 Bernhard este un asteroid din centura principală, descoperit pe 19 septembrie 1973 de Tom Gehrels.